# Cabana de volta a la Figuerosa
Cabana de volta a la Figuerosa és una obra de Tàrrega (Urgell) protegida com a Bé Cultural d'Interès Local.

## Descripció
Cabana de volta orientada al nord-oest i situada a la Figuerosa, en un tossal entre la partida dels Reguers i la de la Rafelona. Es tracta d'una construcció d'una sola planta que aprofita el marge del terreny. La façana que feia de tancament de la volta està enrunada. L'interior de la construcció està deteriorat i ple de runa d'ensorraments, tot i que encara es pot observar el sostre de la volta, totalment fumat. Hi ha una menjadora de pedra mig devastada. La coberta consisteix en una volta d'arc apuntat de pedra adovellada que, a l'exterior, està coberta amb vegetació.
El parament de la construcció és fet amb blocs de pedra sorrenca amb terra com a lligam interior.